# Cryptocephalus primarius
Cryptocephalus primarius is een keversoort uit de familie bladkevers (Chrysomelidae). De wetenschappelijke naam van de soort werd in 1872 gepubliceerd door Edgar von Harold.